# Husáin ibn Ali

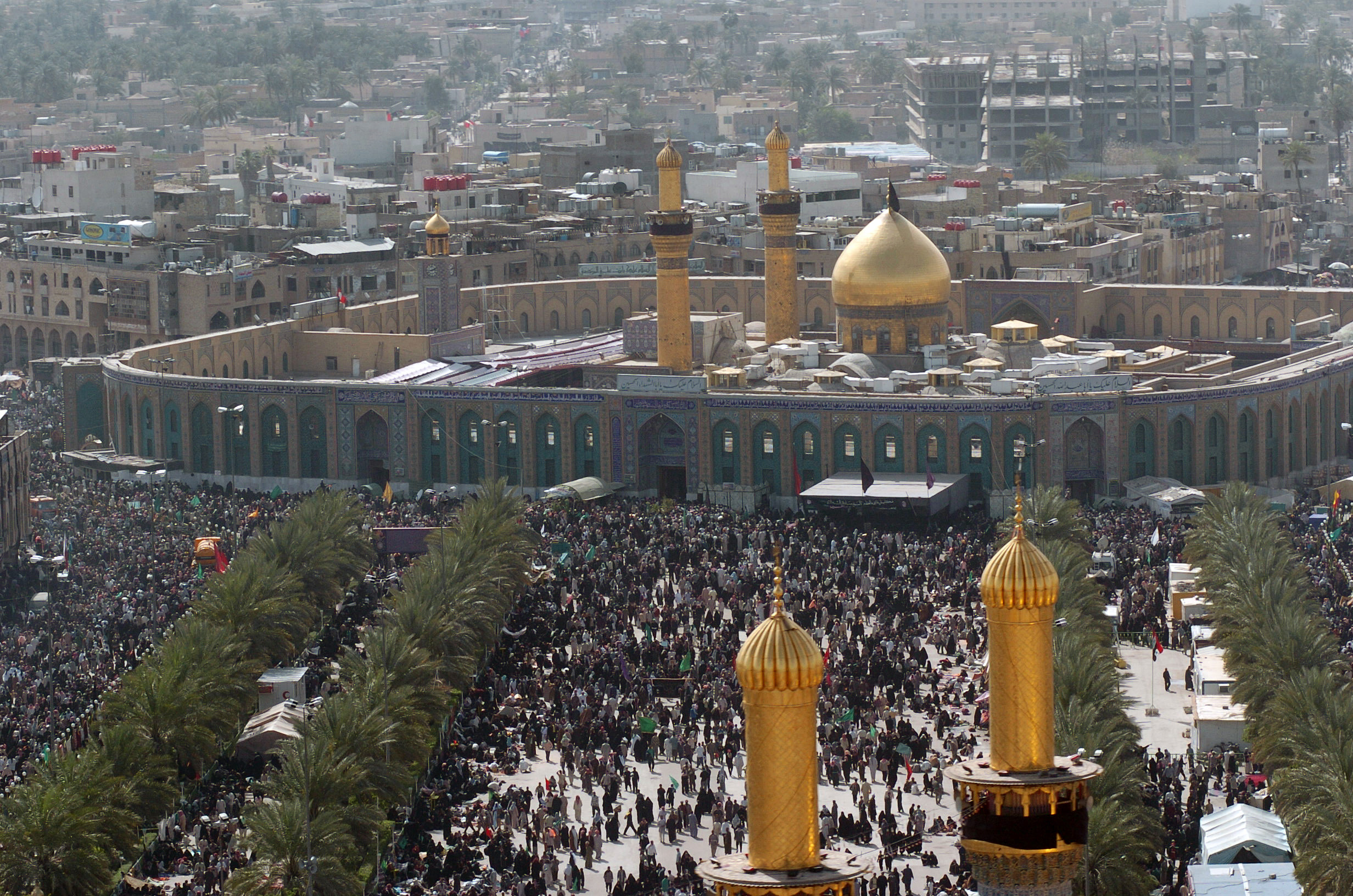
Santuario del Imam Husáyn, Kerbala, Irak.

Husáin ibn Alí (en árabe: اَلْحُسَینُ بْنُ عَلیِّ بْنِ أبیطالِب‎; 3 Sha'bán de 4 DH / 11 de enero de 626 DC - 10 Muharram 61 DH / 13 octubre de 680 DC) fue un líder político y religioso alide. Fue nieto de Mahoma, el Profeta del islam, e hijo de Alí ibn Abi Tálib y de Fátima al-Zahra, la hija del Profeta. Su hermano mayor era Hasan al-Muytaba, el segundo imán de los chiitas. Husáin es considerado el tercer imán de los chiitas, así como el padre de los demás imanes para los duodecimanos, desde al-Sayyad, el cuarto imán, hasta al-Mahdi, el último imán. También es considerado padre de los imanes de los ismailitas. Como nieto del Profeta, Husáin es un miembro de Ahl al-Bayt (la familia del Profeta). También se le considera miembro de Ahl al-Kisa (la «familia del manto», que incluye a Mahoma, su hija Fátima, Ali, Hasán y Husáin), y uno de los participantes en el evento de la mubahala. 
Husáin es conocido en muchos textos por su Kunya, Abu Abdillah. Husáin fue asesinado en el día de Ashura en la batalla de Karbala, y por eso los chiitas lo llaman Sayyid al-Shuhada (El señor de los Mártires).
Mahoma, el profeta del islam y abuelo de Husáin, estuvo vivo durante los primeros siete años de la vida de Husáin. Hay hadices de Mahoma que muestran su amor por sus dos nietos, Husáin y Hasan. Por ejemplo dijo: «Hasan y Husáin son los señores de los jóvenes del Paraíso». El evento más importante de la infancia de Husáin fue la participación en el evento de Mubahala y ser llamado «Abnauna» (nuestros hijos) en el Corán. 
Durante el califato de su padre Ali ibn Abi Talib, Husáin siguió los pasos de su padre y lo acompañó en las guerras. Tras el asesinato de Ali, se adhirió al tratado de paz que su hermano había firmado con Mu'awiya y no tomó ninguna medida contra él. No obstante, no aceptó la solicitud de Mu'awiya de designar a Yazid como su sucesor y como el siguiente califa, y la consideraba en contra del acuerdo de paz y una herejía en el islam. En el periodo de nueve años entre la abdicación de Hasán al califato en el 41 DH (660 d. C.) y su muerte en el 49 o 50 DH (669 o 670 d. C.), Hasán y Husáin se retiraron a Medina, intententado mantenerse lejos de involucrarse políticamente a favor o en contra de Mu'awiya.Después de que mataron a su hermano, cuando los iraquíes se dirigieron a Husáín para que liderara un levantamiento, Husáin les pidió que esperaran hasta la muerte de Mu'awiya, debido al tratado entre este y su hermano Hasán. A la muerte de Mu'awiya, Yazid exigió que Husáin le jurara alianza. Husáin se negó a hacerlo. En consecuencia, abandonó Medina para refugiarse en La Meca en el 60 DH, junto con su familia y permaneció allí durante cuatro meses. La gente de Kufa, que en su mayoría eran partidarios de Ali (es decir, precursores de los chiitas), se alegraron por la muerte de Mu'awiya y le escribieron a Husáin que ya no tolerarían el gobierno de los omeyas,  le pidieron que se convirtiera en su imán, y le juraron lealtad. Husáin envió a Kufa a su primo, Muslim ibn Aqíl, para revisar la situación. Luego, como resultado de las acciones de Ubaidullah ibn Ziyad, el nuevo gobernante omeya en Kufa, la gente tuvo miedo y dejó a Muslim solo. Husáin, que no sabía que Muslim ha dejado solo en Kufa, a pesar de la insistencia de sus amigos, se marchó hacia Kufa en Dhu ul-Hiyyah de 60 DH. En medio del camino, el ejército de Kufa de 1 000 hombres y bajo el mando de Hurr ibn Yazid al-Riyahi bloqueó la ruta de la caravana de Husaín a Kufa y, como resultado, la caravana de apenas 72 hombres se desvió de su ruta y llegó a Karbala en el segundo día de Muharram del año 61 DH.
A partir del tercer día del mes de Muharram, bajo el mando de Umar ibn Sa'd, las fuerzas de Kufa llegaron al desierto de Karbala (entre 4 000 y 30 000 hombres). Negociaciones fracasaron cuando el gobernador omeya Ubayd Allah ibn Ziyah le negó a Husáin un paso seguro sin someterse a su autoridad. En la mañana del décimo día de Muharram (Ashura), Husáin preparó a sus soldados y, expresó un discurso ante los kufanos y les recordó sus virtudes y su relación con el profeta del islam. Pero se le respondió de nuevo que el primero debe rendirse a Yazid. Él se lo negó y dijo que nunca se sometería como un esclavo. Por lo tanto, comenzó la batalla de Karbala y varias personas se mataron en ambos lados. Después del mediodía, los seguidores de Husáin estaban fuertemente rodeadas. Con el asesinato de los compañeros y la familia de Husáin frente a él, finalmente se quedó solo y resultó herido en todo su cuerpo y cayó de bruces, y Sinan ibn Anas al-Najaí o Shimr ibn Dhi al-Yawshan le cortaron la cabeza. La batalla se terminó y los soldados de Ibn Ziyad saquearon a los muertos y sus tiendas. Después de que Ibn Sa'd abandonó el lugar de la batalla, un grupo de la tribu Bani Asad enterró el cuerpo de Husáyn y otros muertos allí. La cabeza de Husáin fue llevada a Kufa y Damasco junto con otras cabezas de sus compañeros.
Todas las sectas islámicas, excepto los partidarios de los omeyas, respetan a Husáin como el nieto y compañero del profeta del Islam. Los chiitas lo consideran un imán infalible y un gran mártir. Muchos musulmanes, especialmente chiitas, celebran una ceremonia de duelo en el aniversario del evento de Karbala. Según los chiitas, Husáin no fue un rebelde arbitrario que sacrificó su vida y la de su familia por deseos personales, sino que no violó el tratado de paz con Mu'awiya, pero se negó a hacer el pacto con Yazid. Al igual que su padre, creía que Ahl al-Bayt fue elegido por Dios para liderar la comunidad islámica; Y con la llegada de las cartas de los kufanos, en contra de los consejos de sus amigos, decidió tomar el poder.

## Trasfondo histórico
Mahoma, el profeta del islam, estableció el gobierno islámico mediante la creación de un vínculo de hermandad entre la gente de Medina en el primer año de Hijra (622 DH). Con la muerte de Mahoma en el año 11 DH/632 d. C., hubo una disputa sobre el liderazgo de la comunidad (la Umma). Mientras Ali, junto con un grupo de Banu Háshim y un grupo de compañeros de Mahoma, lo estaban enterrando, otro grupo de sus compañeros discutía, eligiendo el sucesor de Mahoma, como resultado de lo cual Abu Bakr fue elegido como su sucesor y fue nombrado «Califa» (El sucesor del profeta del Islam).
Los seguidores de Ali (los futuros chiitas) creían en que él había sido designado como sucesor por Mahoma mismo y que la posición de califato era su derecho. De esta manera, surgió la institución del califato, que no tiene equivalente fuera del mundo islámico. El califa tenía la dignidad de liderazgo y el derecho a elegir gobernantes. El nombramiento del califa era un tipo de contrato que creaba obligaciones mutuas entre el califa y la gente. Los líderes de este gobierno, que se conocen como los califas ortodoxos, son Abu Bakr (período de califato: 11-13 DH /632-634 DC), Umar ibn Jattab (período de califato: 13-23 DH/634-644 DC), Uzmán ibn Affan (período de califato: 23-35 DH/644-656 DC) y Ali ibn Abi Talib (califato de reinado: 35-40 DH/656-661 DC).
En su lecho de muerte, Umar nombró un consejo para elegir al próximo califa en el que finalmente, se anunció la decisión a favor de Uzmán. En este momento, Ali enfatizó su superioridad a los demás para tomar califato, pero como la gente favorecía a Uzmán, se vio obligado a hacer un pacto con él. Según Wilferd Madelung, Uzmán concedió demasiados privilegios a los omeyas, que eran su familia. Este y otros temas provocaron la ira de la gente en distintas regiones del territorio islámico en el año 31 DH/651-651 d. C. y llevaron al primer período de guerras civiles de la comunidad islámica desde el 35 hasta el 41 DH/ 656-661 DC. Estas guerras comenzaron con la rebelión contra Uzmán y su muerte, y terminaron seis meses después de la muerte de Ali, tras un tratado de la paz entre Hasan y Mu'awiya.
En el año 41 DH/661 d. C., Mu'awiya tomó el poder de la tierra islámica y estableció el califato omeya. Él y sus sucesores ejercieron la presión más fuerte sobre la familia de Ali y sus seguidores. Maldecir a Ali se convirtió en algo necesario en las oraciones de los viernes y continuó durante 60 años. Mu'awiya estuvo en el poder del gobierno hasta su muerte en 60 DH/680 d. C. e intentó transferir el califato a su hijo, lo que provocó las bases para la oposición de los ancianos de la comunidad islámica. Husáin ibn Ali y sus partidarios chiitas querían que Mu'awiya se adhiriera al acuerdo de paz, según el cual no nombraría él mismo al sucesor, y otro grupo como Abdullah ibn Zubair y Abdullah ibn Umar trataban de establecer un consejo de califato.
La transferencia hereditaria del califato a Yazid se convirtió en el motivo para comenzar la segunda guerra civil dentro de la Umma islámica en el 60 DH/680 d. C. con el levantamiento de Husáin ibn Ali. Después, varias personas lucharon por tomar el poder, entre ellas Abdullah ibn al-Zubayr logró poner bajo su dominio tierras más amplias durante un período más largo. Finalmente, Abdul Málik ibn Marwan en 73 DH/692 d. C. .al derrotar y matar a al-Zubayr renovó el gobierno omeya en todo el territorio islámico.

## Padres
El padre de Husáin era Ali ibn Abi Talib, el primo de Mahoma, y su madre era Fátima al-Zahra, la hija de Mahoma. Los padres de Husáin eran de la familia Banu Háshim y de la tribu coraichita. El clan Banu Háshim era una de las familias nobles y prominentes de La Meca. Poco después de la migración de Mahoma desde La Meca hacia Medina, le dijo a Ali que Dios le había ordenado que casara a su hija, Fátima al-Zahra, con él. Según Wilferd Madelung, la familia formada por el matrimonio fue repetidamente elogiada por Mahoma y era mencionada como Ahl al-Bayt en eventos como al-Mubahala y el hadiz de Kasá. También en el Corán, Ahl al-Bayt ha sido mencionado con grandeza en muchos casos, como el verso de al-Tathír.

## Nombre y títulos
Desde el punto de vista estructural, la palabra "Husáin" es el diminutivo de "Hasan" que significa "bueno". Según algunas narraciones, este nombre se deriva del nombre de su hermano mayor, que es comparable a Shabbar y Shubayr (o Shabir). Según Vaglieri, el nombre de Husáin en la Torá era "Shabir" y en la Biblia era "Tayyib". Arón, hermano de moisés, se los dio a sus dos hijos los nombres que Dios le dio a Hasan y Husáin.
Muhammad nombró a su nieto Husáin en honor al segundo hijo de Arón, que se llamaba Shabir. Según algunas narraciones, Ali quería llamarlo "Harb", pero cuando vio que Mahoma le dio ese nombre, se rindió. Otras narraciones indican que Husáyn se llamó inicialmente Ya'far en honor a su tío Ya'far al-Tayyar, que todavía era vivo en Abisinia, pero Mahoma lo llamó Husáyn. Pero las narraciones chiitas afirman que el nombre Husáin le fue dado por orden de Dios desde el principio. Según narraciones, los nombres Hasan y Husáin eran nombres celestiales y no se le dieron a nadie antes del Islam. El título "Hasanayn" (que significa los dos Hasanes), usado por el Profeta del Islam, expresa la cercanía de las características de los dos hermanos.
Husáin tiene dos apodos. Su apodo famoso mencionado en todas las fuentes históricas es Abu Abdillah y su otro apodo es Abu Ali. Husáin comparte muchos títulos con su hermano mayor, Hasan, sin embargo, algunos títulos son exclusivos de él, incluidos: al-Zaki, al-Tayyib, al-Wafi, al-Sayyid, al-Mubarak, al-Nafi', al-Dalalil 'ala -Zatillah, al-Rashid y al-Tabi' al-Marzatillah.
Ibn Talha considera Al-Zaki como su título más famoso y Sayyid Shabab Ahl al-Yanna (El señor de los jóvenes del paraíso) como el más importante de ellos. En algunos textos literarios e históricos del siglo IV DH y posteriores, se le dio el título de Amirul Mu'minin (El gobernador de los creyentes), a pesar de que nunca tomó el poder. En algunas narraciones atribuidas a los imames de chiitas, se menciona a Husáin con el título de Shahid (el-mártir) o Sayyid al-Shuhada' (el señor de los mártires).
Entre otros títulos mencionados por Husáin en hadices y oraciones están: Al-Mazlúm, Al-Maqtúl, Qatil al-Abarat, Azir al-Kurubat, Qatil al-Kafara, Tarih al-Fayara, Qatilullah, Zarullah, Huyyatullah, Babullah, Witrullah, Al-Da'i Ilallah, Al-Nur, Al-Siddiq, Misbah al-Huda, Safina al-Nayat, Jamis Ashab al-Kasa, Garib al-Guraba, Sibt al-Rasul, Al-Wariz, Witr al-Mawtur.

## Nacimiento e infancia
Las fuentes históricas han mencionado diferentes relatos sobre el año del nacimiento de Husáin. La mayoría de ellas consideran que su cumpleaños era el 5 de Sha'ban, pero algunos han mencionado el final de Rabi' al-Awwal, el comienzo de Sha'ban y el 3 de Sha'ban como su fecha de nacimiento. El momento de su nacimiento era el jueves por la tarde. Hay tres informes sobre el intervalo entre nacimientos de Hasan y Husáin: 6 meses y 10 días, 10 meses y 22 días, y un año y dos meses.
Según la mayoría de las narraciones, Husáin nació en el cuarto año de hégira. También hay un informe que menciona el 6 DH como el año de su nacimiento. Según Ali Zamani Qomshe'i, su fecha de nacimiento considerando el 3 de Sha'ban en el cuarto año DH, coincide con el 9 de enero de 626 DC.
Según Kulayni en Al-Kafi, Ibn Abd al-Barr en Al-Isti'ab, su año del nacimiento era el 3 DH y según al-Yaqúbi en su historia, Ibn Sa'd en Tabaqat al-Kubra, Abul Faray Esfahani en Maqatil al-Talibin, era el 4 DH y según Hakim Neyshaburi en Al-Mustadrak, e Ibn Asakir en la historia de Medina era el 6 DH.
Durante el nacimiento de Husáin, Mahoma realizó rituales como pronunciación de adhan en sus orejas y hacer sacrificio, al igual que los había hecho antes para el nacimiento de Hasan. Mahoma lo envió a Umm al-Fadl, la esposa de su tío Abbas ibn Abd al-Muttalib para amamantarlo. Umm al-Fadl solía amamantaba a Husáin y a su propio hijo, Quzzam, y así se convirtieron en hermanos de leche. Pero según una narración de Kulayni, Husáin no había sido amamantado por ninguna mujer, ni siquiera a su madre Fátima.
Husáin pasaba los primeros siete años de su vida cuando Mahoma, su abuelo, era vivo. Muhammad, el profeta de los musulmanes y su abuelo, murió durante la infancia de Husáin, por lo que Husáin no tenía muchos recuerdos de él. Los informes del amor de Muhammad por él y su hermano, Hasan al-Moytaba, están narrados en Al-Bidaya por Ibn Kazir, Fada'il al-Sahaba por Nasa'i y la historia de Damasco por Ibn Asakir; Como: "Quien ama a Hasan y Husáin, me ama, y quien los odia, me odia" o "Hasan y Husáin son los señores de los jóvenes del Paraíso".
El segundo hadiz es muy importante desde el punto de vista chiita, porque es una prueba de la legitimidad del Imamato de Hasan y Husáin. Mahoma colocaba a sus dos nietos sobre sus rodillas y brazos e incluso les permitía cabalgar sobre su espalda mientras rezaba y se postraba. Muhammad abrazaba a Hasan y Husáin mientras hablaba con los démas.
Según Sheij Mufid en Al-Irshad, Mahoma dijo sobre Husáin: "Husáin es de mí y yo soy de Husáin". Muhammad solía informar sobre el incidente de Karbala en diferentes situaciones; Por ejemplo, le dio una pequeña botella de tierra a Umm Salamah y le dijo que la tierra en la botella se convertiría en sangre después de que mataran a Husáin. El suceso más importante de la infancia de Hasan y Husáin es el evento de Mubahala, y estos dos son ejemplos de la palabra "Abna'una" en el "verso de Mubahla".

## Período del califato de Abu Bakr, Umar y Uzman
Durante el califato de Abu Bakr y Umar, Husáin estuvo presente en algunos eventos como testificar sobre la propiedad de Fadak. Según una Narración, cuando Umar, el segundo califa, estaba sentado en el minbar de Mahoma, expresando un discurso, Husáin se lo opuso a él por sentarse en el minbar de Mahoma, y Umar dejó su sermón y se bajó del minbar. Durante su califato, Umar determinó la porción de Hasan y Husáin del tesoro de los musulmanes, similar a la de Ali y los soldados de la guerra Badr, debido a su parentesco con Muhammad.
Según al-Balazuri y al-Tabari, Hasan y Husáin participaron en la conquista de Tabaristán en el 29 DH. Pero historiadores chiitas como Mahdi Pishvai no lo aceptan; Porque estos informes no aparecieron en las fuentes chiitas antiguas. También según estos historiadores, las fuentes históricas sunitas tienen debilidades fundamentales e insuficiencias.
Durante el califato de Uzman, en el caso del exilio de Abu Dharr, Husáin estaba presente junto Ali y Hasan. Según Madelung en la enciclopedia Iranica: Durante el cerco de Uzman, Hasan defendía su casa junto con los otros hijos de los compañeros de Muhammad. Uzman también le pidió a Ali que se uniera a los otros guardias de su casa y Ali envió a Husáin. Según Mohammad Emadi Haeri en la Enciclopedia del Islam: Husáin o Hasan resultaron heridos para defender a Uzman.

## El periodo del califato de Ali ibn AbiTalib y Hasan ibn Ali
Durante el califato de su padre, Husáin siguió sus pasos y participio activamente en las batallas. Husáin expresó un discurso a la gente en la batalla de Siffín para animarlos a luchar. Durante el califato de Ali, después de su hermano mayor, Hasan, era el guardián de las caridades. Hasan, Husáin, Muhammad al-Hanafiya y Abdullah ibn Ya'far se encontraban entre los hachemitas más cercanos de Ali durante su califato. Husáin estaba entre aquellos a quienes Mu'awiya maldecía públicamente. Según una narración, cuando Ali fue asesinado, Husáin había tenido una misión a Mada'in y se enteró del evento a través de la carta de Hasan, asimismo pudo participar al funeral.
Según Manuchehri, durante jurar la lealtad por pueblo a Hasan, un grupo fue a Husáin y le exigió ser califa. Pero Husáin no lo aceptó y Se presentó a su mismo como un obediente a su hermano mayor. Después de que la gente juró lealtad a Hasan, él subió al minbar y expresó un discurso y algunas personas pensaron que era un intento de hacer las paces con Mu'awiya. Por lo tanto, fueron a Husáin, pero Husáin consideró a su mismo como un obediente a su hermano mayor y los envió a Hasan.
Según Madelung, Husáyn inicialmente estaba en contra de aceptar la paz con Mu'awiya, pero la aceptó por la insistencia de Hasan. Luego, los chitas de Kufa le recomendaron que ataqara contra el campamento de Mu'awiya cerca de Kufa, pero él se lo negó, argumentando que mientras Mu'awiya está vivo, debemos adherirnos al acuerdo de paz; Pero después de la muerte de Mu'awiyah, reconsideró esta decisión y se fue de Kufa a Medina con Hasan y Abdullah ibn Ya'far.
Después de la firma del acuerdo de paz, Mu'awiya pronunció un discurso en Kufa y declaró que violó todas las condiciones del acuerdo y también insultó a Ali ibn Abi Talib. Husáin quería responderle, pero se abstuvo de hacerlo por orden de Hasan, y Hasan dio un sermón ante las declaraciones de Mu'awiya. Husáin se adhirió a los términos del acuerdo incluso después de la muerte de Hasan.

## Durante el califato de Mu'awiya ibn Abi Sufyan
Según Vaglieri, Husáin nunca tomó medidas contra Mu'awiya durante su califato, a pesar de que culpó a Hasan por transferir el poder a Mu'awiya. Pero, Según Emadi Haeri, durante el califato de Hasan y a continuación durante el acuerdo de paz, Husáin tenía opiniones iguales con su hermano Hasan y no había ninguna diferencia entre ellos.
Aunque Husáin se opuso a entregar el poder a Mu'awiya hasta que después de la paz, no juró lealtad a Mu'awiya, pero se adhirió al tratado de paz. Según Emadi Haeri, Husáin tenía una actitud más dura y pública hacia los omeyas que Hasan. Por ejemplo, Husáin tuvo una dura reacción ante Marwan por insultar a su madre, Fátima al-Zahra, y también se trató fuertemente contra los omeyas por sus insultos a su padre, Ali.
Sin embargo, Emadi Haeri, citando el concepto de Imanato en doctrina chiita y también citando la historia, cree que los dos hermanos generalmente tenían la misma posición. Según Hay Manuchehri, a pesar de que Husáin se adhirió al tratado de paz entre Hasan y Mu'awiya, le recordaba a Mu'awiya la ilegitimidad de su califato y también condenaba la elección de Yazid como sucesor del califa y criticaba las acciones de Marwan y los omeyas.
Según una narración de Muhammad al-Báqir, durante este período, Hasan y Husáin realizaban la oración colectiva detrás Marwan ibn Hakam, quien era el gobernador de Medina del parte de Mu'awiya. Emadi Haeri, en la Enciclopedia del Islam, cree que esta narración es incorrecta, citando fuentes chiitas que prohíben con el imanato de una persona malvada y citando los duros tratos de Husáin con Marwan.
Los informes históricos muestran que incluso antes de la muerte de Hasan, algunos chiitas como Huyr ibn Adi le pedían levantar contra Mu'awiyah. Pero según al-Balazuri, siempre respondía así: "no se puede hacer nada mientras Mu'awiyah sea califa... la orden es pensar siempre en la venganza... pero no decir nada al respecto".
Según Madelung, cuando Hasan estaba en su lecho de muerte debido al envenenamiento, no expresó a Husáin sus sospechas a Mu'awiya sobre su rol en el envenenamiento para que no tomara ninguna medida contra Mu'awiya. Hasan legó que lo enterraran junto a su abuelo Mahoma, y si surge una disputa y derramamiento de sangre sobre el tema, deben enterrarlo junto a su madre Fátima. Pero Marwan ibn Hakam impidió que Hasan fuera enterrado junto a Mahoma con la excusa de que la gente no había permitido que Uzman fuera enterrado en el cementerio de al-Baquí. Husáin se quejó ante la asociación Quraish llamada Helf al-Fudul contra la decisión de Marwan y exigió tomar los derechos de Banu Hashim contra Banu Umayya. Pero el hermano de Husáin, Muhammad al-Hanafiyya y otros hachemitas le convencieron de enterrar a Hasan junto a su madre. Después de la muerte de Hasan, Husáin era el más respetado de la tribu Banu Hashim, y aunque algunos ancianos de la tribu como Abdullah ibn Abbas eran mayores, lo consultaban y utilizaban su opinión.
Al mismo tiempo, los chiitas de Kufa empezaron a jurar lealtad a Husáin, escribiendole una carta, en la que expresaron sus condolencias por la muerte de Hasan y su odio por Mu'awiya y declararon su lealtad a Husáin y le informaron de su amor por él y su deseo de unirse a él. Husáin les escribió en respuesta que debe respetar los términos de paz de Hasan y les pidió que no mostraran sus sentimientos y que si sobrevive hasta la muerte de Mu'awiya, les dirá sus opiniones.
Amr ibn Uzman, el hijo del tercer califa, advirtió a Marwan sobre las visitas de los chiitas con Husáin en Medina, y Marwan se lo informó a Mu'awiya. Mu'awiya fue informado por Marwan de las relaciones de los chiitas con Husáin, pero no reaccionó. Sin embargo, le pidió a Marwan que no se tratara mal con Husáin y que no hiciera acciones provocativas. Por otro lado, en una carta a Husáin, le hizo generosas promesas y le aconsejó que no provocara a Marwan. Por fin Husáyn le respondió en una carta a Mu'awiya, con la que terminó la disputa.
Según una narración, Mu'awiya en una carta amenazante advirtió a Husáin por sedición (fitna), y Husáin le repondió: "No conozco una fitna más alta que tu poder sobre la nación musulmana".
Según las fuentes históricas, Marwan escribió una carta a Husáin y le advirtió sobre el surgimiento de una división en la Ummah islámica. En respuesta, Husáin condenó a Mu'awiya por llamar hermano a Ziyad ibn Abih debido a que la madre de Ziyad tuvo relaciones sexuales con Abu Sufyan, el padre de Mu'awiya y por la ejecución de Huyr ibn Adi y no le importaba la amenaza. Mu'awiya se quejó de Husáyn, pero se abstuvo de hacer más amenazas y continuó enviándole obsequios. Si bien, Seyyed Mohammad Emadi Ha'eri cree que Husáin no aceptó los obsequios de Mu'awiya.
Durante el reinado de Mu'awiya, se han registrado en fuentes históricas dos reacciones importantes de Husáin: la primera es que resistió frente a algunos de los ancianos omeyas con respecto a su derecho a poseer algunas tierras, y la segunda es que se negó jurar lealtad a Yazid, porque en su opinión el nombramiento de sucesor por parte del califa se consideraba una herejía en el Islam.
Husáin, junto con los otros hijos de los famosos compañeros de Muhammaad, rechazaron el nombramiento de sucesor porque iba en contra de las disposiciones del tratado de paz de Hasan y en contra del principio del consejo de Umar al nombrar al califa. Mu'awiya aconsejó a Yazid tratarlo bien y no obligarlo a jurar lealtad.

## Sermón de Mina
Uno o dos años antes de la muerte de Mu'awiya, y en el momento en que trataba de presentar a su hijo Yazid como el próximo califa, en contra de su tratado de paz con Hasan, Husáin se sintió amenazado por la situación e invitó a los ancianos musulmanos del mundo a asistir en las rituales del Hayy y reunirse en la tierra de Mena para escuchar su mensaje.
Después de la convocatoria, unas setecientes de los seguidores (tabi'un) y doscientes de los compañeros del Profeta del Islam (sahaba) se reunieron en Mina. Al comienzo de su discurso, que luego se conoció como el "Sermón de Mena", llamando a Mu'awiya una "rebelión", Husáin reveló sus acciones malas y su gobierno, sobre todo lo que habían hecho contra Ahl al-Bayt y los chiitas, y pidió a la audiencia que transmitiera estas palabras a las personas de confianza al regresar a sus ciudades, para evitar los peligros y daños que lleva la llegada de Yazid al poder.
A continuación del sermón, Husáin recordó las virtudes de Ali Ibn Abi Talib y el posición del deber de ordenar el bien y prohibir el mal en la sociedad y la responsabilidad de los sabios y ancianos musulmanos en poner en práctica esta obligación y su papel en la iluminación de la opinión pública. Pronunciar el sermón en la visita de los ancianos de los compañeros del profeta y seguidores era una buena oportunidad para que Husáin transmitiera su mensaje desde la Mina a los musulmanes de todo el mundo y de esta manera reveló el peligro y las conspiraciones de los omeyas.

## Levantamiento de Husáin

### Negación de jurar lealtad a Yazid
Un poco después de la muerte de Mu'awiya en el 15 Rayab del 60 DH/22 de abril del 680 DC, Yazid ordenó a Walid ibn Utba, el gobernador de Medina, obtener juramento de lealtad a Yazid de Husáin, Abdullah ibn Zubair y Abdullah ibn Umar.
El propósito de Yazid con la orden era controlar la situación de Medina antes de que la gente supiera la muerte de Mu'awiya. La preocupación principal de Yazid, era por sus dos rivales en el califato, Husáin y Abdullah ibn Zubair, quienes previamente se negaron a jurar lealtad.
Walid ibn Utbah convocó a las tres personas a su palacio en un tiempo inusual para obligarlas a jurar lealtad a Yazid. Según Vaglieri, Husáin, vino al palacio con unas de sus seguidores y expresió sus condolencias por la muerte de Mu'awiya. Pero aplazó el juramento secreto de lealtad a Yazid durante dos días con la excusa de que el juramento de lealtad debería ser público.
Marwan ibn Hakam sabía que si Husáin abandonaba el palacio, no se rendirá sin luchar, por esto le había dicho a Walid que si no jura lealtad lo matara a de inmediato o lo encarcelara para que jurara lealtad. Pero Walid no aceptó la recomendación.
Por fin, Husáin se fue a La Meca con su familia por la noche a través de la carretera principal y permaneció en la casa del tío de su padre, Abbas ibn Abd al-Muttalib, por cuatro meses. Durante el viaje, sus esposas, hijos, hermanos y los hijos de Hasan lo acompañaban.

### La invitación de los Kufanos a Husáin
La noticia de la muerte de Mu'awiya alegró a los kufanos, quienes en su mayoría eran chiitas. Los líderes chiitas de Kufa se reunieron en la casa de Sulayman ibn Surd al-Juza'i y en una carta a Husáin, agradecieron a Dios por el fin del gobierno de Mu'awiya y presentaron a Mu'awiya como un califa que usurpó la posición de califato injustamente y sin mérito.
En la carta, los kufanos declararon que no realizarán la oración del viernes detrás de Nu'man ibn Bashir, el gobernador de Kufa que fue nombrado por Mu'awiya, y si Husáin está listo para venir, lo expulsarán. Los residentes de Kufa y los jefes de sus tribus mandaron siete mensajeros con muchas bolsas de correo a Husáyn. Los dos primeros mensajeros llegaron a La Meca el 10 de Ramadán del 60 DH/13 de junio del 680 DC.
Durante su permanencia en La Meca, Husáin recibía cartas de los kufanos en las que insistían en que Husáin se fuera a Kufa; Porque tendrá sus apoyos allí. Estaban descontentos por no tener un imam, considerando a Husáin como la única persona digna para esta posición. Por supuesto, algunas de las cartas llegadas a Husáin eran solo para no oponerse al público de los Kufanos; Como las cartas de Shabaz ibn Rib'i y Amr ibn Hayyay, quienes lucharon en Karbala contra Husáin.
Husáin les respondió en una carta que entendía su sentido de unidad, afirmando que el Imán de la nación debería realizar de acuerdo con el Corán y compartir las riquezas del tesoro honestamente y dedicarse a servir a Dios. Sin embargo, antes de tomar medidas, envió a su primo, Muslim ibn Aqil, a Kufa para revisar la situación.
Todos los que estaban en contra del levantamiento de Husáin le aconsejaban que aceptara el califato de Yazid, aunque fuera temporalmente; Sin embargo, Husáin ibn Ali no quería reconocer a Yazid y su gobierno, incluso si su oposición lo llevara a la muerte.
Hussein se reunió con uno de sus chiitas residente en Basora y escribió cartas iguales a los jefes de las cinco tribus importantes de Basora en las que escribió:
Dios se puso a Mahoma como su mejor sirviente e presentó a su familia como su testamentario y heredero, pero Quraysh consideró este derecho, que pertenecía solamente a Ahl al-Bayt, como el suyo. Sin embargo, Ahl al-Bayt estuvo de acuerdo con esto para proteger la unidad de la Ummah... Les recuerdo el Corán y la Sunnah de Mahoma. La religión de Dios ha sido destruida y las herejías se han extendido. Si me obedeces, te guiaré por el camino correcto.
Husáin envió a Muslim y unos de sus seguidores a Kufa, ordenando que su misión se mantuviera en secreto. Muslim llegó a Kufa a principios de Shawwal 60 DH/julio de 680 DC y leyó la carta de Husáin al pueblo.
Muslim tenía mucho éxito al principio y la gente de Kufa rápidamente le juró lealtad. Muslim solicitó la ayuda de Hani ibn Urwa para obtener la lealtad de los Kufanos. Se dice que 18.000 personas juraron lealtad a Muslim para ayudar a Husáin.
Los partidarios de los omeyas y personas como Umar ibn Sa'd, Muhammad ibn Ash'az y Abdullah ibn Muslim informaron los eventos de Kufa a Yazid en cartas y presentaron a Nu'man, el entonces gobernador de Kufa, como incapaz de hacer frente a las medidas de Kufanos.
Como resultado de los informes, Yazid despidió a Nu'man y nombró a Ubaidullah ibn Ziyad, gobernador de Basora, en su lugar para reprimir la rebelión de los Kufanos y contrarrestar fuertemente con Muslim ibn Aqil. Ubaidullah ibn Ziyad tomó medidas severas en Kufa al afrontar a los seguidores de Husáin, lo que los dio miedo.
Según Bahramian, Ubaidullah, con un conocimiento profundo de los kufanos, pudo recuperar el poder en Kufa de los partidarios de Husáin mediante amenazas, sobornos y rumores, y envió un ejército desde Kufa, rompeiendo la relación entre Husáin y los kufanos con el propósito de matar a Hussein.
Mientras tanto, Muslim había enviado una carta muy optimista a Husán, indicando el éxito de su propaganda y la lealtad de miles de kufas. Después de que las medidas de los Kufanos para conquistar el Palacio de Kufa no fueron exitosas, Muslim se escondió; Pero se reveló su ubicación y finalmente en el 9 de Dhul Hiyyah del año 60 DH/11 de septiembre de 680 DC Muslim y Hani ibn Urwa, el líder de la tribu Murad, fueron ejecutados.
En una carta, Yazid elogió a Ibn Ziyad por su enfrentamiento severo y le ordenó vigilar a Husáin y sus seguidores y arrestarlos y matar solamente a aquellos que trataron de luchar.

### El viaje de Husáin a Kufa
A pesar de las recomendaciones de Muhammad ibn Al-Hanafiyyah, Abdullah ibn Umar y las insistencias de Abdullah ibn Abbas en La Meca, Husáin no dejó su decisión de marcharse hacia Kufa. Ibn Abbas indicó que los kufanos dejaron solos tanto a Ali como a Hasan, y su sugerencia fue que fuera a Yemen en lugar de Kufa, o al menos si quería ir a Irak, no se llevara a las mujeres y los niños consigo.
Husáin insistió en su decisión y escribió sobre sus objetivos en el famoso testamento que puso a disposición de Muhammad ibn al-Hanafiyyah:
... No me levanté por diversión y egoísmo y corrupción y opresión; sino que, mi objetivo es corregir las corrupciones ocurridas en la nación de mi abuelo. Quiero seguir la sunnah de mi abuelo y el camino de mi padre Ali ibn Abi Talib, ordenando lo bueno y prohibiendo lo malo. Por tanto, el que acepta esta verdad (y me sigue) ha aceptado el camino de Dios, y el que la rechaza (y no me sigue), continuaré (mi camino) con paciencia y resistencia hasta que Dios dé dictamen con justicia entre mí y este pueblo y él es el mejor juez.
Después, Husáin, que aún no había recibido las cartas nuevas de los eventos en Kufa, se preparó para marcharse hacia Kufa en el 8 o 10 de Dhul-Hiyyah de 60 DH/10 o 12 de septiembre de 680 DC.
Husáin Realizó la Umrah en lugar del Hayy y en ausencia del gobernante de La Meca, Amr ibn Said ibn As, que estaba realizando el Hayy en las afueras de la ciudad, abandonó la ciudad en secreto con sus amigos y familiares. 50 hombres de familiares y amigos de Husáin, que podían luchar si fuera necesario, junto con mujeres y niños acompañaban a Husáin.
El primo de Husáin, Abdullah ibn Ya'far, escribió una carta a Amr, el gobernador de La Meca, y le pidió que escribiera un salvoconducto para proteger la vida de Husáin si regresa a La Meca.
En respuesta, el gobernante de La Meca envió a Abdullah ibn Ya'far con un ejército encabezado por su hermano, Yahya, tras Husáin.127 Cuando los dos grupos se encontraron, le pidieron a Husáin que volviera, pero Husáin lo rechazo, respondiendo: vio en el sueño a mi abuelo Mahoma, pidiéndome continuar mi camino y dejar el destino a Dios.
En la región de Tan'im, Husáin se encontró con una caravana yemení, transportando rubia tinctorum y tejidos preciosos para Yazid y declaró que debido a que él es el imam justo y nombrado por Dios y Yazid es el gobernante opresor, tiene derecho a administrar las propiedades del gobierno.
Husáin confiscó la propiedad de la caravana y les ofreció a los yemeníes ir consigo a Irak y pagarles la tarifa por todo el viaje hasta allí, o pagarles la tarifa por el camino hasta el que llegaron.
Husáin se encontró con varias personas en el camino, incluido el entonces famoso poeta, Farzadaq, quien dijo sobre la situación de Irak, que el corazón del pueblo iraquí está con usted, pero sus espadas están al servicio de los omeyas
Pero la decisión de Husáin era estable y en respuesta a quienes intentaron disuadirlo, dijo que los destinos de los asuntos están en manos de Dios y Dios quiere lo mejor para sus siervos y no será enemigo de nadie que tenga la razón. En la región de Za'labiyya, algunos viajeros informaron a Husáin sobre el asesinato de Muslim ibn Aqil y Hani ibn Urwa.[132]
En la región de Zubala, Husáin se dio cuenta de que su mensajero fue asesinado, quien había sido enviado desde Hiyaz a Kufa, informando a la gente de la llegada cercana de Husáin.
Al entender este sucedido, Husáin les dijo a sus seguidores que debido a los tristes eventos que han ocurrido; Como la traición de los Kufanos, cualquiera puede abandonar la caravana. Algunos de los que se habían unido a la caravana en el camino se separaron. Pero los que lo acompañaban desde Hiyaz no lo dejaron.
Según Ya'farian, esta noticia mostró que la situación en Kufa ha cambiado por completo en comparación con el momento del informe de Muslim, por lo que quedó claro para Husáin que ir a Kufa ya no es razonable, considerando las nuevas condiciones políticas.
En la región de Sharaf o Zu husam, apareció un ejército de Kufa encabezado por Hurr ibn Yazid. Debido a que hacía calor, Husáin ordenó darles agua y les avisó los motivos del levantamiento:
No tenían un imán y un líder, y yo soy en un medio para unir a la nación. Nuestra familia es más digna de gobernar que nadie, y aquellos que gobiernan ahora no lo merecen y son opresores. Si me ayudan, iré a Kufa. Pero si ya no me quieren, regresaré a mi ciudad.
Según Vaglieri, Hurr ibn Ziyad tenía la misión de llevar a Husáin y sus compañeros a Ibn Ziyad sin luchar, y decidió convencer a Husáin de esto. Pero cuando vio que la caravana avanzó, no se atrevió a expresar su decisión.
Pero, según Madelung y Bahramian, cuando Husáin estaba listo para irse, Hurr lo detuvo y le dijo que si no aceptaba la orden de Ibn Ziyad, no le permitiría ir a Medina o Kufa.
Hurr sugirió a Husáin que no fuera a Kufa o Medina, sino escribir a Yazid o Ibn Ziyad con la esperanza de que pudiera escapar de esta difícil prueba. Pero Husáin no la aceptó y se marchó hacia la región de al-Qadisiyya.
Hurr le recordó a Husáin que le ofreció para salvar tu vida y si sucede una guerra, te matarán. Pero Husáin no tenía miedo de la muerte y se detuvo en un área llamada Karbala.
En una mansión, Husáin expresó un sermón y dijo: "Veo la muerte como nada más que felicidad y la vida con los opresores como nada más que amargura". En otro lugar, se presentó exponiendo el motivo de su oposición contra el gobierno, recordando la amargura de la ruptura de la lealtad de los Kufanos con su padre y su hermano y dijo: "Este pueblo obedece a diablo y deja el obediencia al Dios misericordioso". Luego, en el camino, se negó a aceptar la oferta de ir a la tribu Tayy y le recordó su acuerdo con Hurr de no regresar.
Después de pasar por la región del palacio de Bani Muqatil, Husáin tuvo un sueño y recitó el verso de Istiryaa dos o tres veces, un verso que significa De Dios provenimos y a él retornaremos y se recita después de informarse de las desgracias. Ali al-Akbar le preguntó la razón del recitar y él le respondió que él y sus compañeros estaban a punto de ser asesinados.
Un mensajero de Ibn Ziyad llegó a Hurr y sin saludar a Husáin, le dio una carta a Hurr en la que ordenaba que Husáin se detuviera en un lugar donde no tuviera acceso a agua ni a un castillo fuerte.
Ubaidullah intentaba obligar a Husáin a luchar. Zuhair ibn Qain le ofreció a Husáin que atacara al pequeño ejército de Hurr y conquistara la aldea fortificada de Akr. Pero Husáin no lo aceptó; Porque no quería comenzar la guerra.
En el 2 de Muharram, Husáin llegó al territorio de Karbala y acampó allí. En el 3 la situación de la caravana se puso peor con la entrada del ejército de 4000 personas encabezado por Umar ibn Sa'd.
Umar ibn Sa'd no quería pelear con Husáin e hizo intentos fallidos de escaparse de la responsabilidad de matarlo. Pero Ibn Ziyad dijo que si desobedece, no sería el gobernador de la ciudad Ray. Así que aceptó la misión con la esperanza de evitar la guerra con Husáin.
Antes que nada, Umar ibn Sa'd envió una carta a Husáin, preguntándole de su intención de venir a Irak. En respuesta Husáin dijo que le gusta regresar y que él vino a Irak debido a las cartas de los Kufanos, y si ellos ya no lo quieren, volverá a Medina.
Ibn Sa'd informó a Ibn Ziyad de la decisión de Husáin de regresar, pero Ibn Ziyad insistió en que debía jurar lealtad a Yazid y si Husáin lo aceptaba, debería esperar la siguiente orden. Después de salir del ejército de Ibn Sa'd, Ibn Ziyad continuó reuniendo y enviando fuerzas para unirse al ejército.
Ibn Sa'd quería acordar con Husáin e inició negociaciones nocturnas con él. Las fuentes difieren sobre el contenido de las negociaciones. Según algunas, una de las sugerencias de Husáin era rendirse, pero Wilfred Madelung cree que este informe contradice sus puntos de vista religiosos y probablemente las primeras fuentes intentaron culpar a Ibn Ziyad por el asesinato de Husáin, en vez de Yazid.
Bahramian considera estos informes como rumores que probablemente fueron creados por el mismo Umar ibn Sa'd, incluyndo en su carta a Ibn Ziyad. Además, es posible que estas narraciones fueran parte del plan para destruir el rostro de Husáin. Ya'farian enfatiza que Husáin ibn Ali nunca recomendó jurar lealtad a Yazid, refiriéndose a fuentes antiguas como la historia de al-Tabari y al-Kamil.
Ibn Ziyad estaba de acuerdo con el contenido de la carta en la que Ibn Sa'd había escrito sugerencias de Husáin. Pero, Shimr ibn Dhi al-Yawshan le sugirió a Ibn Ziyad que obligara a Husáin a rendirse; Porque había entrado en el territorio de su gobierno y si se reconcilia con Husáin, muestra su debilidad y el poder de Husáin. Al escuchar las palabras de Shimr, Ibn Ziyad cambió su opinión.
En el 7 de Muharram, Ibn Ziyad le ordenó a Ibn Sa'd que cortara el agua a Husáin y sus seguidores. Umar ibn Sa'd envió un ejército de 500 personas bajo el mando de Amr ibn al-Hayyay al-Zubaydi hacia el río Éufrates y durante tres días, Husáin y sus compañeros y familias sufrieron de sed. Para resolver el problema, un grupo de 50 soldados bajo el mando de Abbas asaltó hacia el río por la noche y logró traer un poco de agua.
Shimr que llegó a Karbala en el 9 de Muharram, era el portador de la orden de Ibn Ziyad para Ibn Sa'd de que si Husáin no se rendía, debería atacarlo, de lo contrario, debería entregar el mando a Shimr. Shimr también agregó al mensaje que el cuerpo de Husáin debería ser pateado después de ser asesinado; Porque es un rebelde.
Al escuchar las palabras de Shimr, Ibn Sa'd lo maldijo y lo insultó porque todos sus esfuerzos para terminar el problema de manera pacífica se habían vuelto ineficaces. Ibn Sa'd sabía que Husáin no se rendiría debido a su espíritu fuerte.
Según Najm Haider, Ibn Ziyad había permitido que Shimr matara a Ibn Sa'd en caso de que desobedeciera la orden y dirigiera el ejército en su lugar pero Umar Ibn Sa'd su mismo se dedicó de llevar a cabo la orden.
En el noveno día de Muharram por la tarde, Ibn Sa'd fue a las tiendas de Husáin con sus tropas. Husáin envió a su hermano Abbas para conocer las intenciones de ellos. Husáin fue informado de la intención de atacar del ejército de Ibn Sa'd, pidiendo un plazo y pronunció un discurso a sus familiares y seguidores. Según narración de Ali Ibn Husáin, su padre dijo:
Alabo a Dios que nos hizo sentir orgullosos por la profecía de Mahoma y nos enseñó el Corán y la religión. No conozco a mejores amigos que mis amigos y a una familia más sincera que mi familia. Que Dios te recompense. Pienso que nos asesinarán mañana. Quiero que se vayan y no insisto en que se queden. Usen la oscuridad de la noche y váyanse.
Pero sus compañeros rechazan su sugerencia y mantuvieron intacta su lealtad. Según Vaglieri, Zaynab, la hermana de husáin, se desmayó de la desesperación y Husáin la consoló y le pidió que se mantuviera resistente frente a las desgracias.
Husáin preparó para la guerra, acercando las tiendas, atándolas con una cuerda. Hizo un montículo de madera y cañas alrededor de las tiendas para evitar que el enemigo se las acercara, prendiéndoles fuego cuando fuera necesario. Husáin y sus compañeros pasaron toda la noche rezando y suplicando, y la guerra comenzó a la mañana siguiente.

### Guerra de Kerbala
Según Abu Mijnaf, en la mañana del 10 de Muharram, Husáin preparó su ejército, que constaba de 32 jinetes y 40 sodados de a pie. Pero según Muhammad al-Báqir, el ejército constaba de 45 jinetes y un cien de a pie.
Husáin le dio el mando del lado izquierdo del ejército a Habib ibn Muzahir, el lado derecho a Zuhair ibn Qain y la bandera a su hermano, Abbas. También ordenó recoger leña alrededor de las tiendas y prendiéndolas fuego.
Husáin su mismo entró a la tienda que había preparado antes, se perfumó, aplicó medicina depilatoria en su cuerpo y se lavó. Luego, mientras montaba a caballo, llevando un Corán en la mano, suplicó hermosamente a Dios.
Le dijo a la gente de Kufa que Dios es su ayudante y protegerá al Islam. Luego recordó el alto estatus de su familia y las palabras de Mahoma, quien lo llamó a él y a su hermano mayor, Hassan, como los señores de las jóvenes del paraíso. Husáin les pidió que pensaran si es legal matarlo. Luego los culpó por solicitarle que viniera a Kufa antes y les pidió que lo dejaran ir a una de las tierras islámicas donde su seguridad estaría garantizada.
Pero nuevamente le pidieron a Husáin que se rindiera a Yazid. Él respondió que nunca se sometería como un esclavo. Se bajó del caballo y ordenó atarlo la brida; como señal de que nunca huirá de la guerra.
Hurr ibn Yazid Riyahi fue influenciado por sus palabras y se unió a su ejército y culpó a los Kufanos por traicionarlo. Hurr finalmente fue asesinado en el campo de batalla. Zuhair ibn Qain pidió a la gente de Kufa que escuchara las palabras de Husáin, pero le respondieron con insultos y amenazas y luego Zuhair les pidió que al menos se abstuvieran de matar a Husáin.
La guerra comenzó con los disparos de los Kufanos. El ala derecha del ejército de Kufa atacó bajo el mando de Amr ibn Al-Hayyay, pero enfrentó la resistencia del ejército de Husáin y se puso obligado a retirarse. Amr ordenó a sus soldados que no participara en un combate cuerpo a cuerpo, sino que solo disparara desde lejos.
El lado izquierdo del ejército de Kufa encabezado por Shimr, atacó al ejército de Husáin sin resultados, y el comandante de la caballería pidió a Umar Ibn Sa'd que enviara infantería y arqueros por el apoyo. La caballería y 500 arqueros hicieron su misión. Los jinetes del ejército de Husáin, a quienes les cortaron las patas de los caballos, tuvieron que luchar a pie.
Husáin y sus compañeros solo podían avanzar desde el frente, por esta razón Ibn Sa'd ordenó a sus fuerzas que fueran a las tiendas de Husáin desde todas las direcciones para desarmarlos. Pero los soldados de Husáin lucharon y resistieron con fuerte. Ibn Sa'd ordenó prender fuego a las tiendas. Pero, esta obra fue beneficiosa para Husáin, porque el fuego evitó la entrada de los enemigos. Shimr fue hacia las tiendas de las mujeres de Husáin y quería quemarlas, pero sus compañeros lo regañaron, disuadiéndole de hacerlo.
Al mediodía, Husáin y sus compañeros realizaron la oración de la tarde. Las tropas de Husáin estaban fuertemente rodeadas, siendo asesinados frente a él, y los hachemitas, que aún no habían entrado en el campo, comenzaron a luchar. La primera Hachemita asesinada fue Ali al-Akbar, el hijo de Husáin. Luego, los hijos de Muslim ibn Aqil, los hijos de Abdullah ibn Ya'far, los hijos de Aqil y Qasim ibn Hasan fueron asesinados. Husáin llevó el cuerpo de Qasim a la tienda y lo colocó junto a otras víctimas.
Abbas era el comandante del ejército de Husáin en la batalla de Karbala. Según Sheij Mufid, Husáin y Abbas avanzaron juntos a lo largo del río Éufrates, pero Abbas fue separado de Husáin y rodeado por los enemigos. Luchó valientemente y fue asesinado en el lugar donde hoy está su tumba.
En ese momento, las tropas de Ibn Ziyad estaban muy cerca de Husáin. Pero nadie se atrevió a atacarlo. Hasta que una persona llamada Malik ibn Nusayr al-Kindi golpeó la cabeza de Husáin y su yelmo se llenó de la sangre.
Otra parte triste de estos momentos es el asesinato del hijo pequeño de Husáin llamado Ali al-Asgar. Según al-Yaqubi, mientras el bebé estaba en los brazos de Husáin, una flecha cortó su cuello, y Husáin recogió su sangre en sus palmas y la derramó al cielo y exigió la ira de Dios por sus asesinos.
Shimr fue hacia Husáin con unos soldados, pero no se atrevió a atacarlo y solo se produjo un conflicto verbal entre los dos. Husáin, temiendo que lo dejaran desnudo en el desierto después de ser asesinado, se había vestido varias prendas. Pero después de que lo mataron, sus ropas fue saqueada y su cuerpo quedó desnudo en el desierto de Karbala.
Ibn Sa'd se había acercado y Zainab le dijo: "Oh Umar Ibn Sa'd, ¿Están matando a Abu Abdullah y tú estás mirando?" Las lágrimas brotaron de los ojos de Ibn Sa'd. Según al-Yaqubi, Husáin luchó valientemente y mató a decenas de los enemigos.
Según Najm Haider, los kufanos tenían duda en matar a Husáin y no quería asumir su responsabilidad. Finalmente, aunque Husáin advertía a los enemigos de la venganza de Dios por última vez, lo hirieron en la cabeza y el brazo, y cayó de bruces. Sinan ibn Anas al-Naja'i ordenó a Jawli ibn Yazid al-Asbahi que le cortrara la cabeza de Husáin, pero no pudo hacerlo. Sinan volvió a golpear a Husáin, le cortó la cabeza y se la dio a Jawli para llevarla a Ibn Ziyad.
La batalla de Karbala duró desde la mañana hasta la tarde del día 10 de Muharram del año 61 DH, coincido con el 10 de octubre de 680 DC. Matthew Pierce describe la masacre de Husáin y su familia como la masacre más famosa en la historia del chiismo.

### Eventos después de la guerra
Diez personas se ofrecieron como voluntarios para montar a caballo sobre el cuerpo herido de Husáin para completar sus insultos. Después de que Ibn Sa'd abandonara el campo de la batalla, un grupo de la tribu Bani Asad del pueblo Gadiriyya enterró el cuerpo descabezado de Husáin y otros asesinados en el mismo lugar donde tuvo lugar la batalla. La batalla se terminó y los soldados de Ibn Ziyad saquearon la ropa, la espada y otras pertenencias de Husáin y sus compañeros. Shimr quería matar a Ali ibn Husáin que estaba enfermo, Pero Ibn Sa'd se lo impidió.
Los historiadores han mencionado la edad de Hussein cuando fue asesinado, entre 56 y 58 años. Se ha considerado que el día de Ashura fue viernes o sábado o domingo o lunes, entre los cuales el viernes parece más correcto.
Después de la batalla, los sobrevivientes y las cabezas de asesinados del ejército de Husáin, que eran setenta y dos personas, se llevaron a Ibn Ziyad, quien los trató mal. Luego se los llevaron a Damasco. Según Vaglieri, Ibn Ziyad y Yazid tenían reacción diferentes hacia la cabeza de Husáin. Ibn Ziyad insultó a la cabeza de Husáin, golpeándole los dientes con un palo y rompiéndole algunos dientes; Sin embargo, según la mayoría de las fuentes, Yazid la trató con respeto y lo maldijo a Ibn Ziyad por su prisa en matar a Husáin. Cuando las mujeres y los niños Hachemitas fueron llevados a Damasco, Yazid primero los trató con severidad, lo que fue recibido con un trato similar por parte de Ali ibn Husáin y Zaynab. Pero al final, Yazid los trató bien.
En Damasco, las mujeres de Yazid también hicieron luto por Husáin y los muertos de Karbala. Yazid entregó propiedades a las mujeres hachemitas, compensándolas por lo que les fue saqueado en Karbala. Ali ibn Husáin fue liberado de la ejecución y Yazid lo trató con amabilidad y regresó a Medina unos días después con mujeres hachemitas y guardias de confianza.
Si bien, según Wilfred Madelung, Yazid es el principal responsable del asesinato de Husáin; Porque sabía que incluso si se rendía temporalmente, seguiría siendo una seria amenaza para su califato, y aunque quería matarlo, pero como el califa de los musulmanes, no podía expresar su deseo.Yazid, que era consciente del fuerte odio de Ibn Ziyad a Husáin, le advirtió en una carta que si Husáin logra su propósito, volverá a la esclavitud como sus antepasados.
Yazid recomienda a Ibn Ziyad en una carta que ejecute a Muslim Ibn Aqil, y Ibn Ziyad lo hizo de buena gana. Más tarde, Yazid culpó públicamente a Ibn Ziyad por el asesinato de Husáin, lo que enojó a Ibn Ziyad. Por lo tanto Ibn Ziyad rechazó la orden de Yazid de atacar a Abdullah ibn Zubair en La Meca.

### Venganza por el asesinato de Husáin
Poco después de la batalla de Karbala, los kufanos se arrepintieron y comenzaron levantamientos como el de los arrepentidos y el de Mujtar, vengando a los asesinos de Husáin. El primer levantamiento era el de los Tawwaibn (los arrepentidos), liderado por Sulayman ibn Surad al-Juza'i.El ejército de Tawaibn fue derrotado por el de Yazid y la mayoría de sus líderes fueron asesinados, y el resto del ellos se unió a Mujtar al-Zaqafi. Después de conquistar Kufa, Mujtar mató a los matadores principales de Husáin.
A principios de la mitad del segundo siglo de la Hégira, Zayd ibn Ali, el hijo de Ali ibn Husáin, se levantó en Kufa con el lema de venganza de los matadores de Husáin ibn Ali y contra la opresión de los omeyas. Por supuesto, los imames de los chiitas no asistieron en el levantamiento e incluso advirtieron a sus seguidores que no apoyaran a Zayd ibn Ali.
Después de Zayd, sus hijos continuaron su camino. Así mismo, se formó una cadena de levantamientos contra los omeyas, que debilitó a los omeyas, y Abu Muslim Jorasani, explotando esta oportunidad, incitó al movimiento llamado los Hombres de las Ropas Negras, que condujo a la caída de los omeyas.

## Santuario
La tumba de Husáin bin Ali se encuentra en la ciudad de Karbala, a 90 kilómetros al suroeste de Bagdad. El santuario fue construido unos dos siglos después del incidente de Karbala y fue reconstruido y ampliado gradualmente a lo largo del tiempo. Este lugar no tenía ningún edificio al principio y estaba marcado con una simple señal. Después de esto, en el tercer siglo de la Hégira, se construyó un edificio sobre él, que era notado durante los califas abasíes, los emires dailamitas, los gobernantes ilkanatos y otomanos, y la ciudad de Karbala se construyó a su alrededor y se expandió.
Hay diferentes informes sobre el lugar de enterramiento de la cabeza de Husáin. Algunos consideran que está en Karbala junto con su cuerpo y otros consideran que está junto a la tumba de su padre Ali en Nayaf. Otros lugares mencionados son: el cementerio de al-Baquí en Medina, Siria y una mezquita llamada "Mohsen al-Amin" en el Cairo.

## Esposas e hijos
El primer matrimonio de Husáin fue con Rabab. El padre de Rabab, Imra al-Qays, llegó a Medina durante el califato de Umar ibn al-Jattab y fue elegido por él como el líder de las tribus de Qudha'a. Ali bin Abi Talib le recomendó a Imra' al-Qays el casamiento de sus hijos con sus hijas y Imra al-Qais lo accedió, entonces Husáin se casó con Rabab.
Rabab era la amada esposa de Husáin, aunque no había dado a la luz a niño durante muchos años. Sukayna y Abdullah eran dos hijos de Rabab. Abdullah fue asesinado en Karbala cuando era un bebe y probablemente le ha sido dado a Husáin la kunya de Abu Abdillah (el padre de Abdullah) debido a este niño. En los años siguientes, algunas fuentes chiitas llamaron al niño Ali al-Asgar, lo que la enciclopedia Iranica considera falso. Después de la muerte de Husáin, Rabab se lamentó en la tumba de Husáin durante un año y se negó a casarse.
Según Madelung, Husáin, tenía dos hijos llamados Ali. Uno de ellos era Zain al-Abidin, el cuarto imam de los chiitas que sobrevivió al incidente de Karbala, y probablemente era mayor que el otro hijo llamado Ali, y tenía 23 años cuando se ocurrió el incidente de Karbala; Por lo tanto, debe haber nacido durante el Califato de Ali ibn Abi Talib. Madelung considera que su madre era una esclava de la región de Sind.
Sin embargo, según Hay Manuchehri, la mayoría de las fuentes llaman a la madre de Zain al-Abidin, Shahrbanu. Según sus informes, en algunas fuentes el nombre de Zain al-Abidin es Ali al-Awsat y en otras Ali al-Asgar, y esto produce dudas sobre los hijos de Husáin. Los eruditos chiitas contemporáneos han llamado a Zain al-Abidin como Ali al-Awsat y al niño asesinado en Karbala como Ali al-Asgar.
Según Madelung la madre del segundo Ali, que fue asesinado en Karbala a la edad de 19 años se llamaba Layla, la hija de Maymuna bint Abi Sufyan, la hermana de Muawiya. Según él, después de la paz de Hasan con Mu'awiya, Husáin se casó con Layla, quien dio a luz a Ali al-Akbar. Según una narración, Mu'awiya consideraba a Ali al-Akbar como la mejor persona para el califato. Esto se debe a que reunió el coraje de Banu Hashim, la generosidad de Banu Umayya y el orgullo de Banu Zaqif.
Después de la muerte de Hasan, Husáin se casó con Umm Ishaq, la hija de Talha, el compañero famoso, y tuvo de ella una hija llamada Fátima. Según Madelung, contrariamente a algunos informes, Fátima debería ser menor que Sukayna. Pero Hay Manuchehri considera a Sukayna, la hija de Rabab, la menor hija.
Según Madelung, Husáin también se casó con otra mujer llamada Sulafa de la tribu Bani Qudha'a y tuvo un niño de ella llamado Ya'far, quien murió en infancia durante la vida de Husáin. Algunas fuentes mencionan a Mahoma, Zaynab y Ruqayya como otros hijos de Husáin.
Hasan y Husáin eran los únicos descendientes varones del Profeta de los que procedían las próximas generaciones. Por lo tanto, cualquier persona relacionada con el Profeta, relaciona con Hasan o Husáin. Además de los imanes de los duodecimanos, todos los imames Ismailiatas eran descendientes de Husáyn bin Ali a través de Ya'far al-Sádiq.

## Características morales
Husáin a veces comía con los pobres y a veces los invitaba a su casa y les daba de comer. Mu'awiya dijo sobre Husáin que él y su padre Ali no engañan, y Amr ibn 'As lo consideraba el más amado en la tierra para los celestiales.
Según la Enciclopedia del Islam, una de las cualidades morales de Husáin era la tolerancia y la humildad. Entre otros rasgos que se pueden aprender de su vida es el desprecio por la muerte y la aversión a la vida vergonzosa.
En muchas narraciones se ha señalado la similitud de Husáin y su hermano Hasan con su abuelo Muhammad, y cada uno de ellos ha sido considerado como la mitad de la figura del Profeta del Islam.
Según Ya'farian, las narraciones en las que considera a Husáin como Ali y a Hasan como Muhammad son falsas y el motivo de la falsificación es la destrucción del rostro de Ali y el incidente de Ashura por seguidores de las sectas otomanas.
Según Seyyed Mohammad Husáin Tabatabai, la opinión de algunos comentaristas sobre la diferencia en el gusto de Hasan y Husáin no es correcta; Porque Husáin, a pesar de no jurar lealtad a Yazid, pasó diez años bajo el gobierno de Mu'awiya como su hermano y nunca violó el acuerdo de paz.

## El punto de vista de los sunnitas
La mayoría de los musulmanes respetan a Husáin, excepto los partidarios de Banu Umayya, que consideraban perdonable su asesinato por Yazid debido a la rebelión contra el entonces estado islámico.
Según varias fuentes de eruditos sunnitas como Zamajshari, Abu Na'im Isfahani, Ahmad ibn Hanbal, Ibn Kazir, el Profeta del Islam apreciaba a Husáin y informaba sobre la muerte de Husáin en el futuro. En estas fuentes se informa sobre su carácter y virtudes, ascetismo, adoración, valentía y caballerosidad. Según los sunnitas, el levantamiento de Husáin se considera como un levantamiento contra la opresión, y sus asesinos estaban malditos y lo llaman un buen ejemplo para los musulmanes y las personas libres, y escriben poemas por su lamentación.
El enfoque positivo de los sunnitas hacia Husáin probablemente se deriva de las tristes narraciones recopiladas por Abu Mijnaf, narradas por los kufanos arrepentidos de sus acciones en la guerra contra Husáin. Estos tristes informes de los kufanos se convirtieron en la fuente para los historiadores posteriores, publicando en el mundo islámico.

## Ceremonia del luto en el mes de Muharram

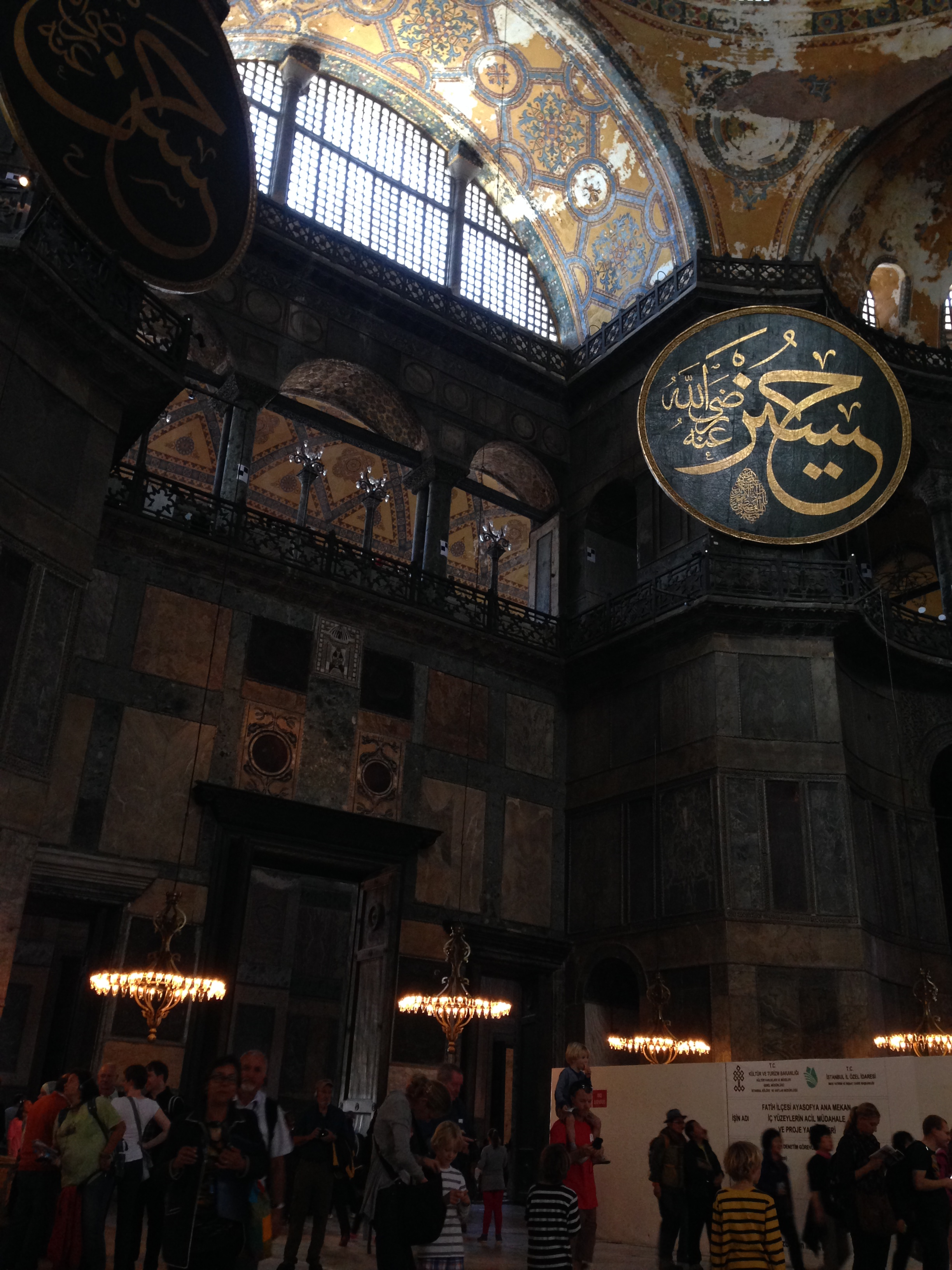
Representación caligráfica de Husayn Ibn Ali en Santa Sofía, Estambul, Turquía.

Después del evento de Ashura, no pasó mucho tiempo para que los primeros peregrinos de Husáin comenzaran una ceremonia pública para conmemorar su martirio. Durante la época del quinto y sexto imames chiitas, Muhammad al-Báqir y Ya'far al-Sádiq, Karbala, se había convertido en un importante lugar de peregrinación. Hasta principios del siglo IV de la Hégira, el luto por Husáin, de acuerdo con el principio de taqiyyah, se llevaba a cabo en secreto entre las propiedades chiitas. Pero el luto público del evento de Ashura ha durado más de mil años.
El martirio de Husáyn en Kerbala, el 10 de muharram del año 60 de la Hégira (10 de octubre de 680), se conmemora anualmente en las zonas de población chií con la festividad llamada Ashura, en la que penitentes desfilan por las calles flagelándose y golpeándose para rememorar el sufrimiento de Husáyn, de un modo parecido a la celebración de la Semana Santa en algunos países católicos. Esta celebración es particularmente importante en Kerbala (actualmente en la República de Irak). Hay que decir que la Ashura ya era una fiesta religiosa en el momento de la batalla de Kerbala, razón por la cual los sunníes también la celebran, aunque de otro modo y por otras razones. A Husáyn se le da con frecuencia el nombre de sayyid ash-shuhadā' (سيد الشهداء) o «señor de los mártires».
Sobre el lugar donde, según la tradición, fue enterrado el cuerpo de Husáyn, se levanta hoy la Tumba del Imán Husáyn, uno de los principales lugares sagrados de los chiíes, cuya construcción inicial es cuatro años posterior a la muerte del imán.